# Devrukh
Devrukh är en ort i Indien.   Den ligger i distriktet Ratnagiri och delstaten Maharashtra, i den sydvästra delen av landet, 1 300 km söder om huvudstaden New Delhi. Devrukh ligger 167 meter över havet och antalet invånare är 20 264.
Terrängen runt Devrukh är kuperad österut, men västerut är den platt. Runt Devrukh är det ganska tätbefolkat, med 166 invånare per kvadratkilometer. Det finns inga andra samhällen i närheten. I omgivningarna runt Devrukh växer huvudsakligen savannskog.